# Amauromyza flavifrons
Amauromyza flavifrons är en tvåvingeart som först beskrevs av Johann Wilhelm Meigen 1830.  Amauromyza flavifrons ingår i släktet Amauromyza och familjen minerarflugor. Arten är reproducerande i Sverige. Inga underarter finns listade i Catalogue of Life.